# Helmholtz-Preis
Der Helmholtz-Preis wird alle zwei bis drei Jahre für wissenschaftliche und technologische Forschungsarbeiten in der Metrologie an europäische Wissenschaftler verliehen. Er ist mit 20.000 Euro dotiert.

## Forschungsfeld Präzisionsmessungen
Seit 1973 ehrt der Helmholtz-Fonds e. V. mit diesem Preis europäische Wissenschaftler etwa alle zwei Jahre für Präzisionsmessungen in Physik, Chemie und Medizin. Er wurde anlässlich des 60-jährigen Bestehens des Helmholtz-Fonds e. V. ausgerufen. Von 1987 an wurde er mit Unterstützung des Stifterverbandes für die Deutsche Wissenschaft alle drei Jahre in den Kategorien „Präzisionsmessung physikalischer Größen“ und „Messtechnik in Medizin und Umweltschutz“ an mehrere Preisträger verliehen. 1996 wurde er auch für „Informatik und Mathematik in der Messtechnik“ verliehen. Von 2001 bis 2014 wurde alle zwei Jahre gemeinsam vom Helmholtz-Fonds e. V. und dem Stifterverband nur noch ein Preis „für Metrologie“ vergeben. Helmholtz-Preis 2016 und Helmholtz-Preis 2018 wurde in zwei Kategorien ausgeschrieben: Präzisionsmessung in der Grundlagenforschung in den Bereichen Physik, Chemie und Medizin und Präzisionsmessung in der angewandten Messtechnik in den Bereichen Physik, Chemie und Medizin. Der Preis besteht in jeder Kategorie aus einer Urkunde und einem Preisgeld von 20.000 €.
Bewerbungen zu aktuellen Forschungsergebnissen aus Theorie oder Experiment, die einen Grundlagenbeitrag leisten oder auf konkrete Anwendungen zielen, können eingereicht werden. Die Arbeit muss im europäischen Raum oder in Kooperation mit Wissenschaftlern in Deutschland entstanden sein. Über die Vergabe entscheidet ein Gutachtergremium.

## Helmholtz-Fonds e. V.

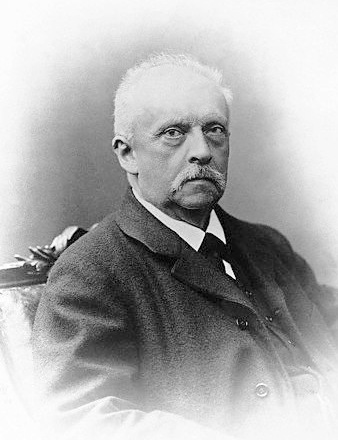
Hermann von Helmholtz (1821–1894)

Der gemeinnützige Verein Helmholtz-Fonds e. V. wurde 1913 von Mitgliedern des damaligen Kuratoriums der Physikalisch-Technischen Reichsanstalt (PTR) gegründet. In Würdigung seiner großen Verdienste um die physikalische Messtechnik und des gemeinsam mit Werner von Siemens unermüdlichen Einsatzes für die Gründung der PTR 1887 wurde er nach Hermann von Helmholtz benannt. Zu den Gründungsvätern des Helmholtz-Fonds gehörten Albert Einstein, Carl von Linde, Walther Nernst, Max Planck, Wilhelm Conrad Röntgen und Wilhelm Wien. Er hat den Zweck, Wissenschaft und Forschung auf dem Gebiet der physikalisch-technischen Präzisionsmessung zu fördern.

## Preisträger
- 1973: Werner Farr – „A Rb-Magnetometer for magnetic field strength measurements with wide range and high sensitivity“
- 1975: Bruno Fuhrmann, Volkmar Kose – „Genaue und langzeitstabile elektrische Gleichstrom- und Gleichspannungsquelle“
- 1977: Hannes Lichte – „Ein Elektronen-Auflicht-Interferenzmikroskop zur Präzisionsbestimmung von Unebenheiten und Potentialunterschieden auf Oberflächen“
- 1980: David J. E. Knight, Gordon J. Edwards, Peter R. Pearce, Nigel R. Cross – „A +/− parts in 10 11 measurement of the frequency of the methane-stabilized, helium-neon laser at 88 THz“
- 1981: Frank Spieweck – „Entwicklung eines Laser-Frequenznormals hoher Präzision im sichtbaren Spektralbereich bei 582 THz“
- 1983: Günther Ebert, Thomas Herzog, Harald Obloh, Bernd Tausendfreund – „Zur Anwendung des quantisierten Hall-Effekts in der Metrologie“
- 1985: Günther Werth – „Der Ionenkäfig als Frequenzstandard“
- 1987:
  - Fritz Riehle, Burkhard Wende – „Ein Elektronenspeicherring als primäres Strahlungsnormal zur Realisierung strahlungsoptischer Einheiten“
  - Sergio N. Erné, Manfried Hoke – „Auditorisch evozierte Hirnstamm-Magnetfelder ausgelöst durch Stimulation mit kurzen Tonimpulsen“
  - Hans Förster, Henrikus Stehen – „Untersuchungen zum Ablauf turbulenter Gasexplosionen“
- 1990:
  - Manfred Klonz, Thomas Weimann – „Entwurf und Optimierung eines planaren Vielfachthermokonverters zur präzisen Rückführung des Effektivwertes von Wechselgrößen auf äquivalente Gleichgrößen“
  - Hans-Jürgen Kluge, Norbert Trautmann – „Ein Resonanzionisations-Massenspektrometer als analytisches Instrument für die Spurenanalyse“
  - Karl-Heinz Overhoff – „Durchzündverhalten von Tauchsicherungen“
  - Bodo Plewinsky – „Heterogene Detonationen und indirekte Zündvorgänge“
- 1993:
  - Thomas Andreae, Wolfgang König, Dietrich Leibfried, Ferdinand Schmidt-Kaler, Robert Wynands – „Absolute Frequenzmessung des 1S-2S-Übergangs in atomaren Wasserstoff und ein neuer Wert für die Rydberg-Konstante“
  - Hans Kästen, Ulrich Schurath – „Ein neuartiger Ozonsensor für vielfältige Anwendungen in der Umwelt“
  - Ulrich von Pidoll, Helmut Krämer – „Die Mindestzündenergie von Pulverlacken für die elektrostatische Pulverbeschichtung“
- 1996:
  - Eckhard Krüger, Wolfgang Nistler, Winfried Weirauch – „Bestimmung der Feinstrukturkonstanten durch Messung des Quotienten aus Planck-Konstante und Neutronenmasse“
  - Werner Hemmert – „Dreidimensionale Schwingungsmessungen im Innenohr: Aufklärung der Frequenzselektivität des Gehörs“
  - Aymeric Derville, Christian Willert, Markus Raffel, Jürgen Kompenhaus – „On the development of a digital evaluation system for three-dimensional particle image velocimetry“
- 1999:
  - Fritz Riehle, Harald Schnatz, Tilmann Trebst, Jürgen Helmcke – „Atominterferometer im Zeitbereich für Präzisionsmessungen“
  - Uwe Titt, Volker Dangendorf, Helmut Schuhmacher – „Messung und Visualisierung der mikroskopischen Ionisationsverteilung von schnellen geladenen Teilchen in Materie“
- 2001:
  - Jochen Bonn, Christian Weinheimer – „High precision measurement of the tritium beta spectrum near its endpoint and upper limit on the neutrino mass“
  - Stefan W. Hell, Thomas A. Klar – „Durchbruch der Auflösungsgrenze in der Fernfeld-Fluoreszenzmikroskopie (STED-Mikroskopie)“[2]
- 2003: Wolfgang Rudolf Bauer – „Messung der Mikrozirkulationsparameter Intrakapillarvolumen, Kapillarrekrutierung und Durchblutung im Herzmuskel mittels NMR-Tomographie“
- 2005: Martin Heumann, Thomas Uhlig – „Messung von Hysteresekurven einzelner magnetischer Teilchen im Nanometerbereich“
- 2007: Göstar Klingelhöfer (Universität Mainz) – „Entwicklung eines miniaturisierten Mößbauer-Spektrometers“[3]
- 2009: Tobias Kippenberg, Ronald Holzwarth, Pascal Del’Haye (Max-Planck-Institut für Quantenoptik) – „Entwicklung eines Mini-Frequenzkammes“
- 2012: Sven Sturm, Anke Wagner, Klaus Blaum – „Bestimmung des g-Faktors des gebundenen Elektrons in hochgeladenen Ionen“[4]
- 2014: Lukas Fricke, Bernd Kästner, Ralf Dolata, Frank Hohls, Hans Werner Schumacher – „überprüfbare Realisierung des Ampere mithilfe von Naturkonstanten“
- 2016:
  - Maksim Kunitzki, Stefan Zeller, Jörg Voigtsberger, Till Jahnke, Reinhard Dörner – „Vermessung der Bindungsenergien von molekularen Quanten-Halos mit neV-Präzision“
  - Nicholas A. W. Bell, Ulrich F. Keyser – „Digitally encoded DNA nanostructures for multiplexed, single-molecule protein sensing with nanopores“
- 2018:
  - Axel Beyer, Lothar Maisenbacher – „The Rydberg constant and proton size from atomic hydrogen“
  - Dietmar Drung, Martin Götz, Eckart Pesel, Hansjörg Scherer – „Improving the Traceable Measurement and Generation of Small Direct Currents“
- 2020:
  - Christian Sanner, Nils Huntemann, Richard Lange – „Einzel-Atom Spektroskopie mit achtzehnstelliger Genauigkeit zur Symmetrie-Vermessung der Raumzeit“
  - Saskia F. Fischer, Peter Woias und Mitarbeiter – „Nanometrologie: Absoluter Seebeck-Koeffizient von einzelnen Silbernanodrähten.“
- 2022:
  - Soroosh Alighanbari, Gouri Shankar Giri, Ivan Kortunov, Magnus Roman Schenkel, Stephan Schiller – „Genauste Bestimmung eines fundamentalen Massenverhältnisses und neuartige Tests der Fundamentalphysik mit dem HD+ Molekül mittels einer neuen Technik für die Präzisionslaserspektroskopie von Ionen“
  - Nathalie Picqué, Edoardo Vicentini – „Hyperspektrale digitale Holographie mit zwei Kämmen“
- 2024:[5]
  - David Nabben, Joel Kuttruff, Levin Stolz, Andrey Ryabov, Peter Baum: „Attosekunden-Elektronenmikroskopie“
  - Bernhard Roth, Anatoly Fedorov Kukk, Felix Scheling, Di Wu, sowie Steffen Emmert und Rüdiger Panzer: „Ohne Schnitt: Optische Biopsie in der Hautkrebsdiagnostik“